# Bassbanjo

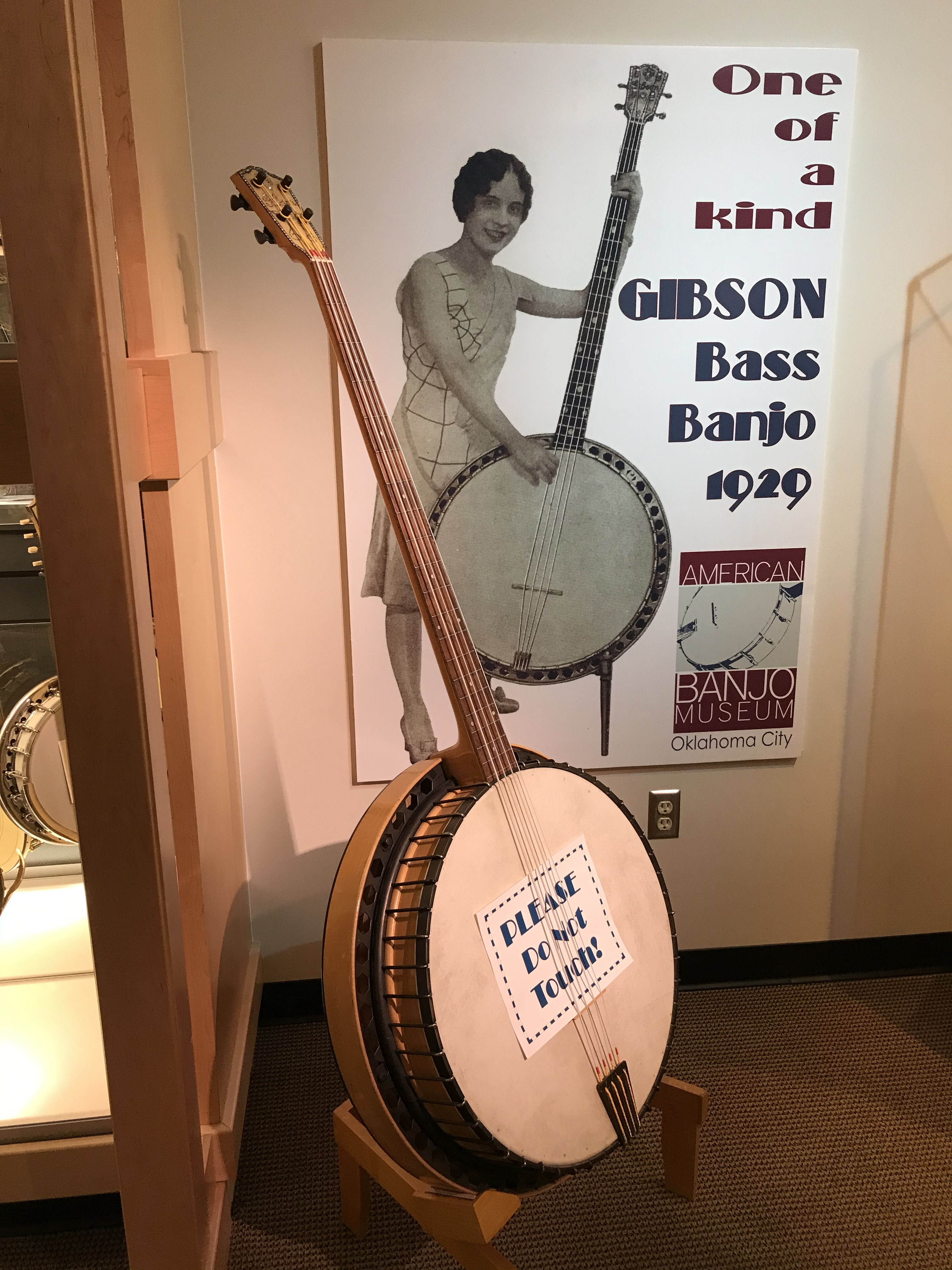
Gibson Bassbanjo von 1929 im American Banjo Museum in Oklahoma City

Als Bassbanjo werden eine Reihe unterschiedlicher Langhalslauten in der Form eines Banjos bezeichnet. Das erste kommerziell hergestellte Bassbanjo war das 5-saitige Cellobanjo, mit einer Stimmung eine Oktave unter der des 5-saitigen Banjos. Später folgten ein 4-saitiges Cellobanjo, das mit einer Stimmung C-G-D-A im selben Tonhöhenbereich wie das Cello oder Mandoloncello liegt, sowie aufrechte Ausführungen mit einer Stimmung E-A-D-G. In jüngerer Zeit wurden Bassbanjos mit einer Stimmung im Bassregister (‚E-‚A-D-G) für eine waagerechte Spielhaltung entwickelt.

## Cellobanjos

### 5-Saitiges Cellobanjo

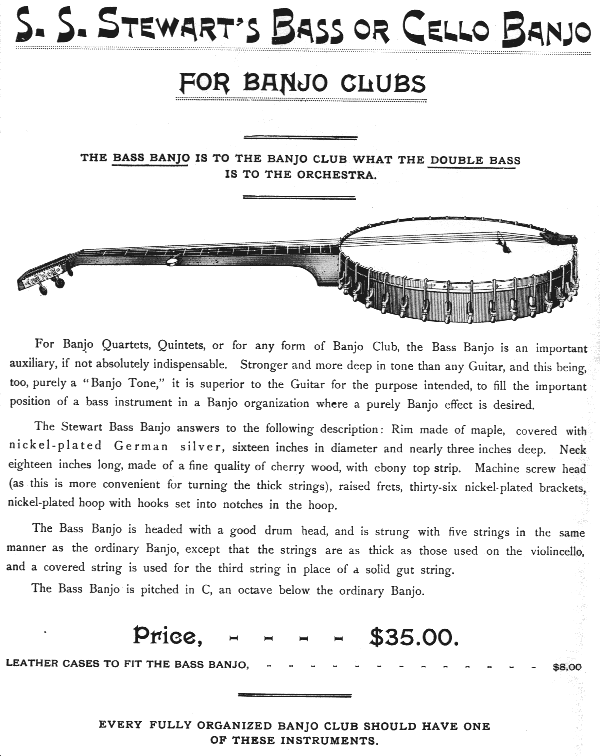
Anzeige für das 5-saitige Cellobanjo von Stewart, um 1898

Das 5-saitige Cellobanjo wurde von S.S. Stewart 1889 auf den Markt gebracht und war ursprünglich mit Darmsaiten ausgestattet; der Rahmen hatte eine Tiefe von 3 Zoll (7,6 cm) und einen Durchmesser von 16 Zoll (40,6 cm). In Anzeigen wurden für das gleiche Instrument die Bezeichnungen „bass banjo“ und „cello banjo“ verwendet.
Weitere Banjobauer produzierten ähnliche Instrumente: A.C. Fairbanks ein Banjo mit einem Rahmendurchmesser von 12 bis 3/8 Zoll (31,4 cm) und einer Mensur von 29 bis 1/2 Zoll (74,93 cm) sowie A.A. Farland ein Instrument mit einem Rahmendurchmesser von 12 bis 1/2 Zoll (31,75 cm) und einer Mensur von 28 bis 1/2 Zoll (72,39 cm). Gegenwärtig (Stand 2008) ist Gold Tone der einzige bekannte Hersteller eines Cellobanjos.

### 4-Saitiges Cellobanjo
1919 begann Gibson mit der Produktion eines 4-saitigen Cellobanjos mit der Typbezeichnung CB-4. Weitere Hersteller von 4-saitigen Bassbanjos waren, neben anderen, Bacon & Day. Auch bei diesem Instrument ist Gold Tone gegenwärtig (Stand 2008) der einzige bekannte Hersteller.

## Bassbanjos

### Gibson Bassbanjo
Gibson baute in der Zeit von 1930 bis 1933 ein „bass banjo“. Dabei handelte es sich um ein 4-saitiges Instrument, das wie ein Kontrabass aufrecht gespielt wurde; der Dorn war durch eine Standvorrichtung ersetzt worden; die Stimmung war ‚E-‚A-D-G wie bei Gibson’s Mandobass.

### Bassjo
Das Bassjo, in einem Artikel des „Bassplayer Magazine“ über Les Claypool auch als Banjo Bass bezeichnet, wurde zuerst von dem Gitarrenbauer Dan Maloney gebaut. Claypool hatte Maloney vor einigen Jahren gebeten, eine Gitarre mit dem Korpus eines Banjos und dem Hals eines E-Basses („a banjo body and a bass neck“, Les Does More, Seite 43) zu konstruieren.
Ein Bassjo ist auf Claypools 2006 erschienenem Album Of Whales and Woe in dem Song Iowan Gal zu hören.

### Gold Tone Bassbanjo
Gold Tone vertreibt eine kommerziell erhältliche Version des Bassbanjos. Es hat eine Mensurlänge von 32 Zoll (81,3 cm) und einen Rahmendurchmesser von 13 Zoll (33 cm).

### Heftone Upright
Ein ungewöhnliches Bassbanjo ist der Heftone Bass, der einen großen (22 Zoll / 55,9 cm) Kessel mit einer senkrechten Spindel zu einem aufrecht gespielten Bassbanjo kombiniert.

## Abbildungen

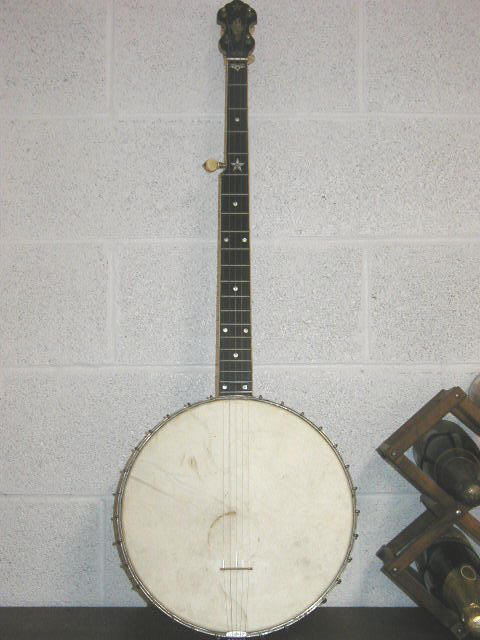
A.C. Fairbanks „Whyte Laydie No. 2“ 5-saitiges Cellobanjo um 1903, S/N 22924
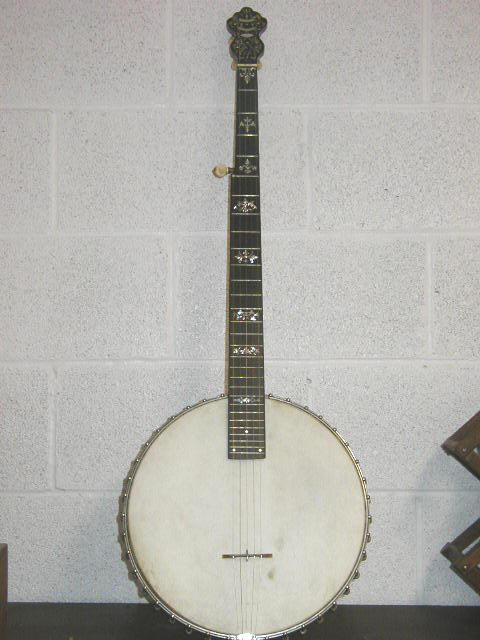
1902 A.A. Farland 5-saitiges Cellobanjo
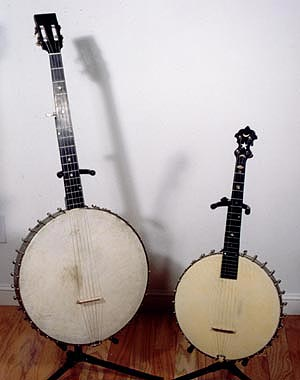
5-saitiges Cellobanjo und ein Banjeaurine von S.S. Stewart
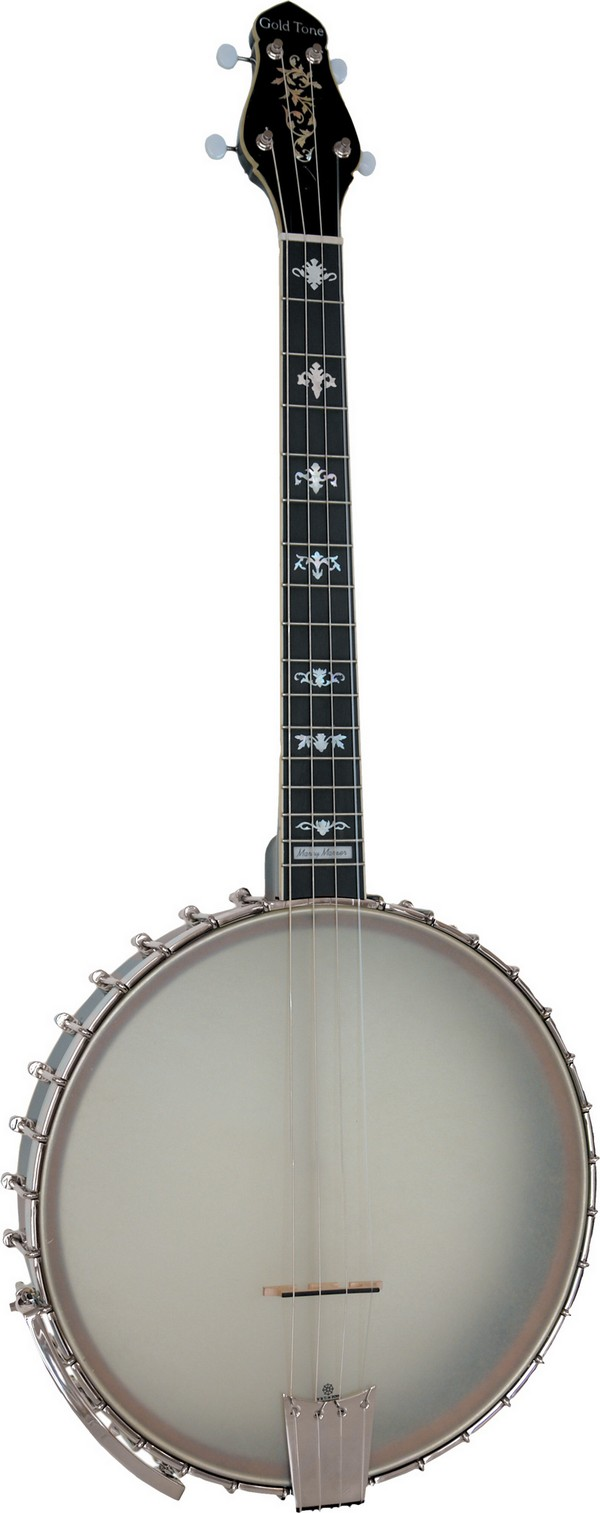
Gold Tone 4-saitiges Cello Banjo